# Фунт Родезии и Ньясаленда
Фунт Родезии и Ньясаленда (англ. Rhodesia and Nyasaland pound) — денежная единица:
- Федерации Родезии и Ньясаленда в 1956—1963 годах,
- трёх территорий, входивших ранее в Федерацию (Южная Родезия, Северная Родезия, Ньясаленд), в 1964 году,
- Малави в июле—ноябре 1964 года,
- Замбии в октябре—ноябре 1964 года.

## История
До создания Банка Родезии и Ньясаленда роль эмиссионного центра выполнял Валютный совет Центральной Африки, выпускавший в качестве единой валюты федерации южнородезийский фунт.
В 1955 году был создан центральный банк федерации — Банк Родезии и Ньясаленда, начавший операции в 1956 году. К нему перешли все активы и пассивы ликвидированного Валютного совета Центральной Африки. Капитал банка принадлежал правительству федерации.
В 1956 году введена новая денежная единица федерации — фунт Родезии и Ньясаленда, равный фунту стерлингов. Эмиссия на 100% обеспечивалась фунтами стерлингов. Обмен южнородезийских фунтов на фунты Родезии и Ньясаленда производился 1:1.
После распада федерации 31 декабря 1963 года фунт продолжал использоваться на всех трёх территориях, входивших ранее в федерацию. 16 ноября 1964 года в Южной Родезии, Замбии и Малави начато изъятие банкнот Банка Родезии и Ньясаленда и выпуск национальных валют: родезийского фунта, замбийского фунта и малавийского фунта. Обмен на всех трёх территориях производился 1:1.
1 июля 1965 года банкноты Родезии и Ньясаленда утратили силу законного платёжного средства, а Банк Родезии и Ньясаленда был ликвидирован. Активы и пассивы банка разделены между тремя новыми центральными банками — Резервным банком Родезии, Банком Замбии и Резервным банком Малави. 25 января 1966 года одновременно в трёх странах начат выпуск новых монет, заменивших в обращении монеты Родезии и Ньясаленда.

## Монеты
Чеканились монеты в 1⁄2, 1, 3, 6 пенсов, 1, 2 шиллинга, 1⁄2 кроны.

## Банкноты
Выпускались банкноты в 10 шиллингов, 1, 5, 10 фунтов.